# Peter Fechter
 (mai 2010).
Si vous disposez d'ouvrages ou d'articles de référence ou si vous connaissez des sites web de qualité traitant du thème abordé ici, merci de compléter l'article en donnant les références utiles à sa vérifiabilité et en les liant à la section « Notes et références ».
Peter Fechter, né le 14 janvier 1944 et mort le 17 août 1962 à Berlin, est un maçon de Berlin-Est. À l’âge de 18 ans, il devint l’une des premières victimes des gardes-frontières du mur de Berlin. Son agonie au pied du Mur révulsa l’opinion occidentale.

## Mort
Un an après l’édification du mur, Peter Fechter tenta de fuir la République démocratique allemande (RDA) avec un ami, Helmut Kulbeik. Leur plan consistait à se cacher dans un atelier de charpentier proche du mur dans la Zimmerstraße puis, ayant observé les gardes frontières de cet endroit, à sauter d’une fenêtre jusque dans la " bande de la mort " , zone de territoire courant entre le mur principal et une barrière parallèle dont la construction venait de débuter ; ensuite, ils leur fallaient passer à travers et escalader les deux mètres du mur surmontés de barbelés les séparant du district de Kreuzberg (Berlin-Ouest), près du passage tenu par les États-Unis , soit checkpoint Charlie.
Au moment d’atteindre le mur, les deux amis furent pris pour cibles par les gardes-frontières de la R.D.A.. Bien qu'Helmut Kulbeik ait réussi à franchir le mur, Peter Fechter, toujours dessus, reçut une balle dans le bassin, sous les yeux de centaines de témoins. Il retomba dans la " bande de mort " du côté Est du Mur, où il resta en vue des spectateurs de l’ouest, dont des journalistes et des photographes. Malgré ses cris, il ne reçut aucun secours médical, ni des gardes frontières est-allemands , ni des militaires américains, en zone ouest. 
Il mourut une heure après, ayant perdu trop de sang. La foule de Berlin-Ouest manifesta spontanément, traitant de meurtriers les gardes-frontières est-allemands.
L’absence de secours a été attribuée à une crainte mutuelle : les passants de l’Ouest furent  empêchés de lui prêter assistance, en raison de la crainte de déclencher les armes automatiques présentes dans la " bande de mort " et les tirs éventuels des gardes frontières de R.D.A. De même, le commandement du peloton des gardes-frontières de la RDA déclara qu’il avait peur d’intervenir, à cause d’un incident intervenu trois jours plus tôt quand un garde-frontière de la RDA, Rudi Arnstadt, avait essuyé le tir d’un soldat de l’Ouest. Les soldats américains, à l'endroit où ils avaient vu Peter Fechter  tomber blessé, ne purent le faire car ils auraient dû franchir le Mur pour pouvoir évacuer le blessé et l'officier américain, responsable de la surveillance de cette fraction du Mur, ne reçut pas l'autorisation de le faire, après en avoir référé au commandement du secteur américain de Berlin .  
Les gardes frontières de la  RDA enlevèrent le corps de Peter Fechter, qui reposait quasiment contre le Mur, une heure après sa chute. 

## Commémoration

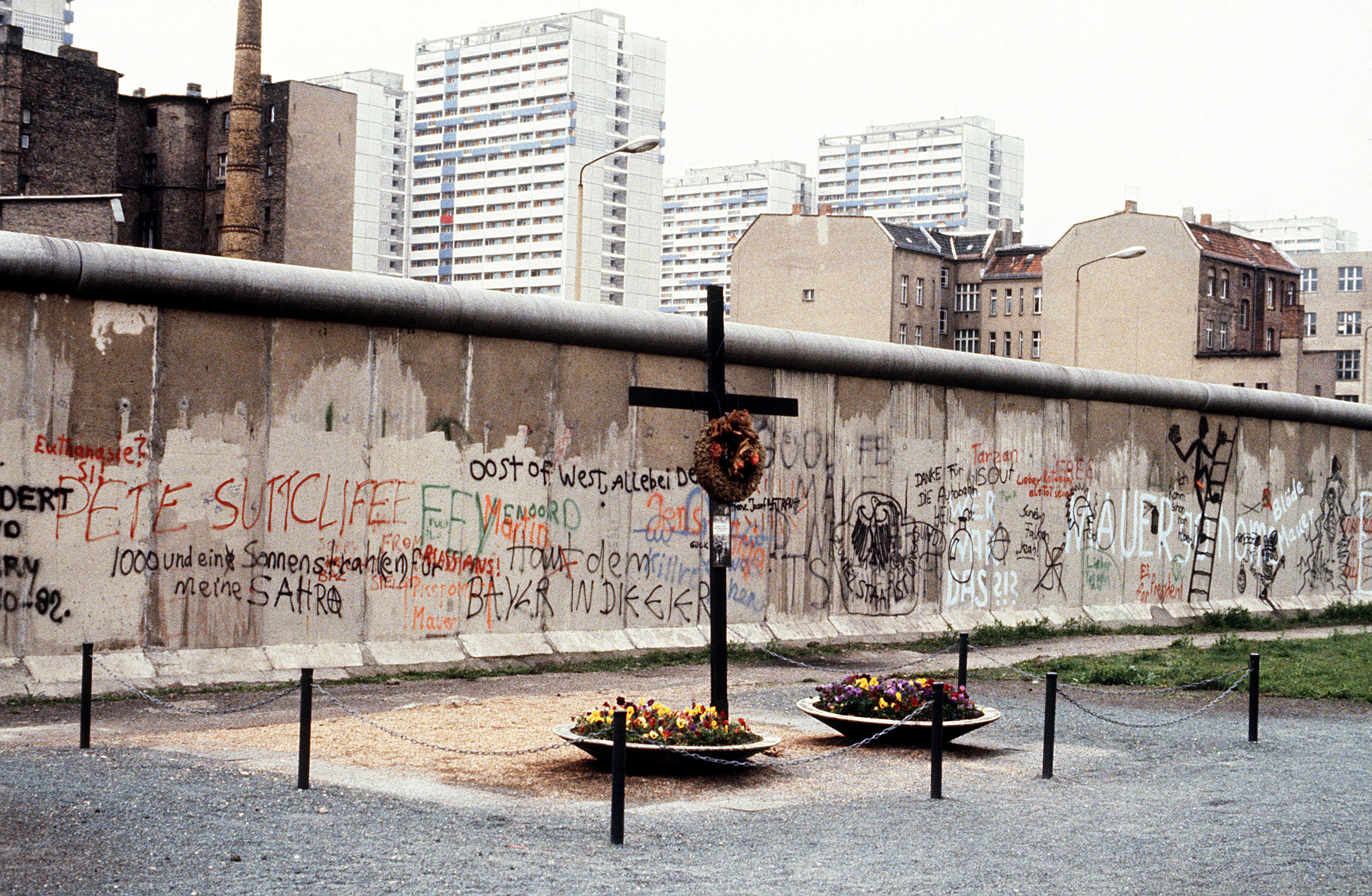
La croix en mémoire de Fechter, en 1984.

Une croix a été placée du côté ouest, près de l’endroit où Peter Fechter reçut le coup de feu. Sur l’invitation de Willy Brandt, alors maire de Berlin-Ouest, le Yale Russian Chorus chanta une traduction allemande de l’Ave Verum Corpus de Mozart non loin du site, la semaine suivante. Pour le premier anniversaire, Willy Brandt et le général de division Polk, commandant du secteur américain de Berlin, y placèrent une couronne florale. 
Après la réunification allemande de 1990, le mémorial Peter Fechter fut érigé dans la Zimmerstraße, à l’endroit du côté est où il mourut; c’est depuis lors un lieu-phare des commémorations qui concernent le Mur. 
La fusillade a fait l’objet de nombre de documentaires à la télévision allemande. Cornelius Ryan dédicaça son livre The Last Battle à la mémoire de Fechter. Le compositeur Aulis Sallinen composa l’œuvre orchestrale Mauermusik afin de commémorer Peter Fechter.

## Procès
En mars 1997, deux ex-gardes est-allemands, Rolf Friedrich et Erich Schreiber, furent accusés d’homicide involontaire. Ils furent tous les deux condamnés à un an de prison avec mise à l’épreuve.
Il ressortit aussi du procès que l’aide du côté ouest avait été rendue impossible, mais selon un rapport du médecin légiste pathologiste, Otto Prokop, « Fechter n'avait aucune chance de survie. Le tir dans la hanche droite avait causé de graves blessures internes. »

## Dans la culture
Le film Le tunnel montre une scène similaire à la mort de Peter Fechter, lorsque l'un des protagonistes tente de franchir le mur de Berlin, mais est abattu et agonise au pied du mur tandis que les soldats est-allemands intiment aux personnes massées de l'autre côté de reculer.